# Pensamiento Liberal Mexicano
Pensamiento Liberal Mexicano es una población localizada el Municipio de San Miguel Peras, distrito de Zaachila, en la sierra sur del estado de Oaxaca, México. Se localiza a 2074 metros de altitud sobre el nivel del mar. 

## Historia
A principios del siglo XX la comunidad se constituía de un conjunto de ranchos dispersos conocida como "Ranchería Río Plumas". El 15 de diciembre de 1960 el H. Congreso del Estado de Oaxaca le otorgó la categoría de Agencia de Policía Municipal. Posteriormente el 21 de marzo de 1961 rindió protesta el primer Agente, ciudadano Fidel Romero Santiago. A partir de ese momento el nombre oficial de la población pasó a ser "Pensamiento Liberal Mexicano". El nombre y la fecha de fundación están inspirados en Don Benito Juárez García, indígena oaxaqueño que llegó a ser gran jurista, librepensador y estadista, impulsor del pensamiento liberal mexicano; ideal que persigue la libertad individual, la justicia, la igualdad y el bien común. Recientemente, el 25 de septiembre de 2019, el H. Congreso del Estado de Oaxaca recategorizó a la población como Agencia Municipal.

## Geografía
Está ubicada a 16° 33' 10.44"  latitud norte y 97° 1' 26.76"  longitud oeste.

## Población
Según el censo de población de INEGI del 2010: la comunidad cuenta con una población total de 517 habitantes, de los cuales 263 son mujeres y 254 son hombres. Del total de la población 19 personas hablan alguna lengua indígena.

## Ocupación
El total de la población económicamente activa es de 114 habitantes, de los cuales 109 son hombres y 5 son mujeres.